# Municipio de Clifton (condado de Washington)
El municipio de Clifton (en inglés: Clifton Township) es un municipio ubicado en el condado de Washington en el estado estadounidense de Kansas. En el año 2010 tenía una población de 426 habitantes y una densidad poblacional de 4,55 personas por km².

## Geografía
El municipio de Clifton se encuentra ubicado en las coordenadas 39°36′12″N 97°18′11″O / 39.60333, -97.30306. Según la Oficina del Censo de los Estados Unidos, el municipio tiene una superficie total de 93.56 km², de la cual 93,45 km² corresponden a tierra firme y (0,12 %) 0,11 km² es agua.

## Demografía
Según el censo de 2010, había 426 personas residiendo en el municipio de Clifton. La densidad de población era de 4,55 hab./km². De los 426 habitantes, el municipio de Clifton estaba compuesto por el 96,71 % blancos, el 0,23 % eran amerindios, el 2,58 % eran asiáticos, el 0,47 % eran de otras razas. Del total de la población el 0,7 % eran hispanos o latinos de cualquier raza.